# 득음
득음(得音)은 판소리 창자(唱者)의 음악적 역량이 완성된 상태로 성음을 얻었다는 뜻이다.
판소리의 음악적 3요소인 성음·길·장단 중에서 특히 제일 중요하고 마지막 수련과정인 발성법에 관련된 것으로 성음을 자유자재로 구사해서 사실의 이면을 그릴 수 있는 경지를 가리킨다. 명창들이 득음을 위해 산속에서 수련하는 과정을 ‘득공’이라 하고 득음의 경지에 이르면 모든 소리를 자연에 가깝게 묘사할 수 있다고 한다. 신재효는 그의 창작 단가인 〈광대가〉에서 광대의 구비조건으로 첫째 인물치레, 둘째 사설치레, 셋째 득음, 넷째 너름새를 제시한 바 있다. 그 중 득음은 “오음을 분별하고 육율을 변화하여 오장에서 나는 소리 농낙하여 자아낼 제”라고 설명했다.